# Huotra
Huotra eller Huotranjärvi är en sjö i Finland. Den ligger i kommunen Ristijärvi i landskapet Kajanaland, i den centrala delen av landet, 500 km norr om huvudstaden Helsingfors. Huotra ligger 187 meter över havet. Arean är 24 hektar och strandlinjen är 2,55 kilometer lång. Sjön  ingår i Uleälvens huvudavrinningsområde. 